# Shuinsen

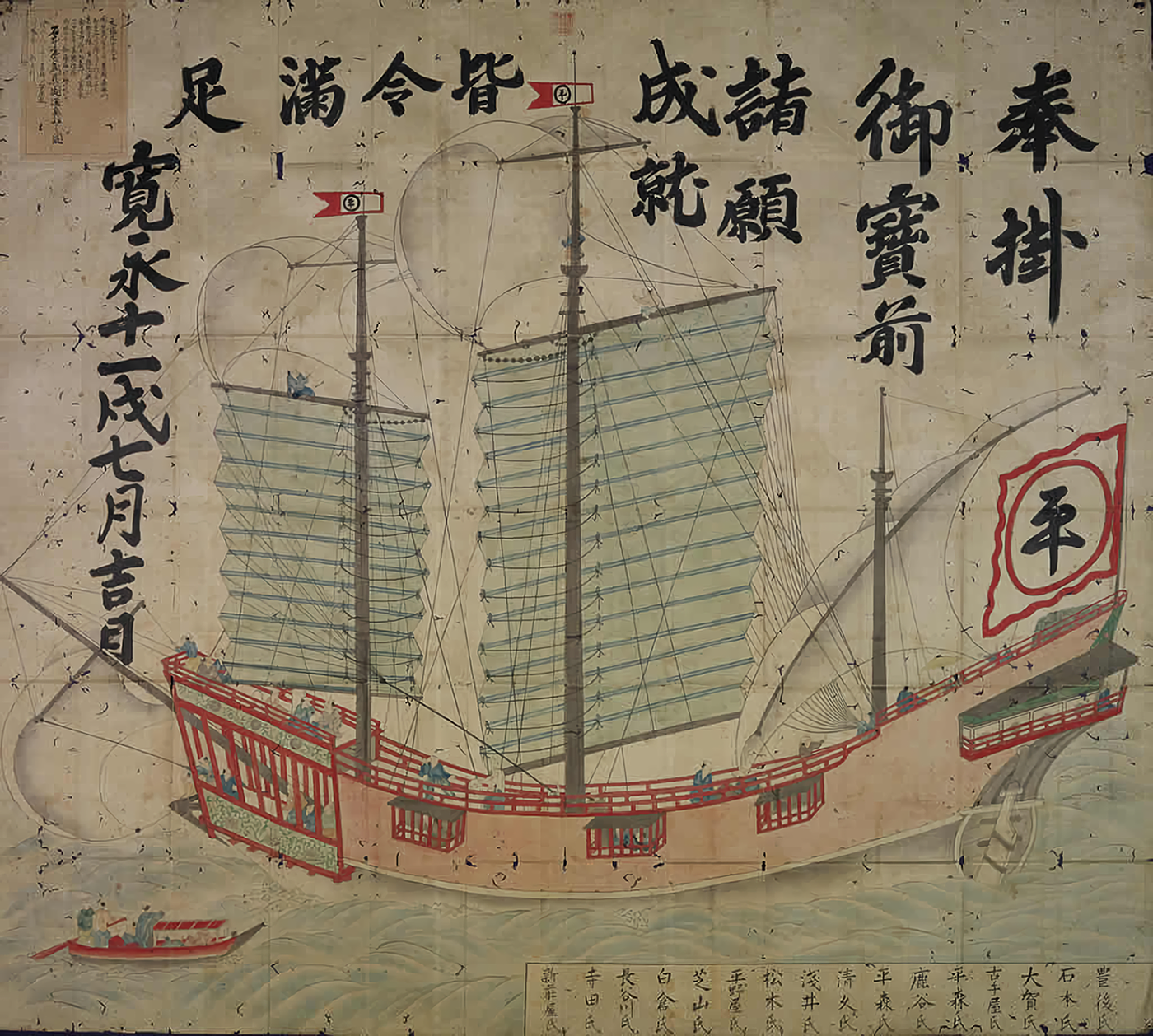
Un navire japonais « à sceau vermillon » de 1634, incorporant un certain nombre d'éléments d'inspiration occidentale : voiles carrées et latines, forme du gouvernail et de la poupe. Les navires étaient généralement équipés de 6 à 8 canons. Musée des sciences navales de Tōkyō.

Le terme shuinsen (朱印船) désigne les navires de commerce armés japonais faisant du commerce vers les ports d'Asie du Sud-Est, et détenteurs d'une licence marquée d'un « sceau vermillon » (shuin), émise par le shogunat Tokugawa primitif durant la première moitié du XVIIe siècle. Entre 1600 et 1635, plus de 350 navires japonais ont sillonné les mers porteurs de cette permission appelée shuinjō.

## Origines
Du XIIIe au XIVe siècle, les navires japonais ont été très actifs dans les eaux d'Asie, souvent dans le rôle des pirates Wakō qui ont pillé la côte de l'Empire chinois. Des missions commerciales officielles ont aussi été envoyées vers la Chine, tels les Tenryū-ji bune à partir de 1342. L'activité des Wakō fut efficacement réduite à la fin du XVIe siècle grâce à l'interdiction de la piraterie par Hideyoshi Toyotomi, et les campagnes victorieuses contre l'activité pirate sur la côte chinoise par les généraux de la dynastie Ming.
Entre le XVe et le XVIe siècles,  l'intermédiaire principal du commerce en Asie du Sud-Est est le royaume insulaire de Ryūkyū (l'actuelle préfecture d'Okinawa), qui échange les produits japonais (argent, sabres) et les produits chinois contre le bois de sappan et les peaux de cervidés d'Asie du Sud-Est. On enregistre un total de 150 navires Ryukiens entre le royaume et l'Asie du Sud-Est, 61 d'entre eux à destination de l'Annam, 10 pour Malacca, 10 pour Patani, 8 pour Java, etc. Leur commerce disparaît vers 1570 avec la montée en importance des marchands chinois et l'intervention des navires portugais et espagnols, et correspond aux débuts du système du « sceau vermillon ». Le Royaume de Ryūkyū passe sous contrôle japonais en 1609, puis est annexé au Japon en 1879. 
Quand les premiers Européens commencent à naviguer dans l'océan Pacifique (voir l'article sur l'époque du commerce Namban), ils rencontrent régulièrement des navires japonais, par exemple quand les Espagnols accueillent à Manille en 1589 une jonque japonaise à destination du Siam, abîmée par une tempête, ou quand le circumnavigateur hollandais Olivier van Noort rencontre une jonque japonaise de 110 tonneaux dans les Philippines en décembre 1600, et durant le même voyage un navire à sceau vermillon avec un capitaine portugais au large de Bornéo, par lequel ils apprennent l'arrivée de William Adams au Japon.

## Système des sceaux vermillon

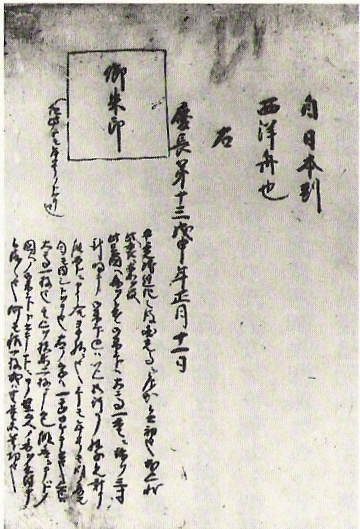
Shuinjō datée du 11 janvier 1608.

Le système des sceaux vermillon apparaît au plus tard en 1592, sous Hideyoshi Toyotomi, année de la première mention de ce système dans un document. La plus ancienne shuinjō (licence à sceau vermillon) est datée de 1604, sous le shogunat d'Ieyasu Tokugawa. Ce dernier fournit de telles licences à ses vassaux favoris et aux principaux marchands intéressés par le commerce étrangers. Ce faisant, il est à même de contrôler les marchands japonais et de réduire la piraterie japonaise dans la mer du Sud. Son sceau garantit également la protection des navires, s'étant engagé à poursuivre tout pirate ou nation qui le violerait.
En dehors des marchands japonais, on connaît 12 Européens et 11 Chinois, y compris William Adams et Jan Joosten, à avoir reçu de telles licences. Après 1621, Jan Joosten est connu pour être en possession de 10 shuinsen pour le commerce.
Les navires portugais, espagnols, hollandais et anglais, ainsi que les dirigeants asiatiques protégeaient les navires japonais sous sceau vermillon, en vertu de leurs relations diplomatiques avec le shogun japonais. Seule la Chine des Ming n'avait pas à voir avec cette pratique, ayant interdit tout accostage de navires japonais dans ses ports (les officiels chinois ont en revanche été incapables d'empêcher les contrebandiers chinois de faire voile vers le Japon.)